# Tillandsia trigalensis
Tillandsia trigalensis es una especie de planta epífita dentro del género  Tillandsia, perteneciente a la  familia de las bromeliáceas. Es originaria de Guatemala.

## Taxonomía
Tillandsia trigalensis fue descrita por Renate Ehlers y publicado en Die Bromelie 1997: 46. 1997.
Etimología
Tillandsia: nombre genérico que fue nombrado por Carlos Linneo en 1738 en honor al médico y botánico finlandés Dr. Elias Tillandz (originalmente Tillander) (1640-1693).
trigalensis: epíteto